# Xantatge a Broadway
 Xantatge a Broadway  (títol original en anglès: Sweet Smell of Success) és una pel·lícula estatunidenca dirigida per Alexander Mackendrick, estrenada el 27 de juny de 1957. Ha estat doblada al català

## Argument[2]
J. J. Hunsecker (Burt Lancaster) és l'editorialista més influent de Nova York. Ha decidit impedir que la seva germana es casi amb un guitarrista de jazz. Per això, demana a Sidney Falco (Tony Curtis), un desgraciat agregat de premsa sense escrúpols fer tot el possible per impedir aquesta unió. Aquest últim, amb l'aigua al coll, no vacil·larà en res per aconseguir el seu objectiu.

## Repartiment
- Burt Lancaster: J.J. Hunsecker
- Tony Curtis: Sidney Falco
- Susan Harrison: Susan Hunsecker
- Marty Milner: Steve Dallas
- Sam Levene: Frank d'Angelo
- Barbara Nichols: Rita
- David White: Otis Elwell
- Lawrence Dobkin: Leo Bartha
- Jeff Donnell: Sally
- Joseph Leon: Robard
- Edith Atwater: Mary
- Queenie Smith (no surt als crèdits): Mildred Tam

## Premis i nominacions
Nominacions
- 1958: BAFTA al millor actor per Tony Curtis